# Любостронь
Любостронь (пол. Lubostroń) — село в Польщі, у гміні Лабішин Жнінського повіту Куявсько-Поморського воєводства.
Населення — 743 особи (2011).
У 1975-1998 роках село належало до Бидгощського воєводства.

## Демографія
Демографічна структура станом на 31 березня 2011 року:
|          | Загалом | Допрацездатний вік | Працездатний вік | Постпрацездатний вік |
| -------- | ------- | ------------------ | ---------------- | -------------------- |
| Чоловіки | 378     | 65                 | 274              | 39                   |
| Жінки    | 365     | 78                 | 222              | 65                   |
| Разом    | 743     | 143                | 496              | 104                  |